# Episodi di Kevin Can Wait (seconda stagione)
La seconda stagione della serie televisiva Kevin Can Wait è trasmessa in prima visione assoluta negli Stati Uniti da CBS dal 25 settembre 2017 al 7 maggio 2018.
In Italia, la stagione è disponibile sottotitolata su Prime Video dal 3 maggio 2019 mentre in TV è trasmessa dal 3 gennaio 2025 su Televomero.
| n° | Titolo originale                 | Titolo italiano          | Prima TV USA      | Pubblicazione Italia (Prime Video) | Prima TV Italia  |  |
| -- | -------------------------------- | ------------------------ | ----------------- | ---------------------------------- | ---------------- |  |
| 1  | Civil Ceremony                   | Diritti della cerimonia  | 25 settembre 2017 | 3 maggio 2019                      | 3 gennaio 2025   |  |
| 2  | Business Unusual                 | Affari non proprio buoni | 2 ottobre 2017    | 3 maggio 2019                      | 3 gennaio 2025   |  |
| 3  | Kevin Goes Nuts                  | Kevin... è matto         | 9 ottobre 2017    | 3 maggio 2019                      | 3 gennaio 2025   |  |
| 4  | Plus One Is The Loneliest Number |                          | 16 ottobre 2017   | 3 maggio 2019                      | 10 gennaio 2025  |  |
| 5  | Grief Thief                      |                          | 23 ottobre 2017   | 3 maggio 2019                      | 10 gennaio 2025  |  |
| 6  | The Owl                          | Il gufo                  | 30 ottobre 2017   | 3 maggio 2019                      | 10 gennaio 2025  |  |
| 7  | The Kevin Crown Affair           |                          | 6 novembre 2017   | 3 maggio 2019                      | 20 gennaio 2025  |  |
| 8  | Kevin Moves Metal                | Un veicolo venduto       | 27 novembre 2017  | 3 maggio 2019                      | 27 gennaio 2025  |  |
| 9  | Cooking Up A Storm               |                          | 20 novembre 2017  | 3 maggio 2019                      | 27 gennaio 2025  |  |
| 10 | Slip 'n' Fall                    |                          | 13 novembre 2017  | 3 maggio 2019                      | 3 febbraio 2025  |  |
| 11 | Trainer Wreck                    |                          | 11 dicembre 2017  | 3 maggio 2019                      | 3 febbraio 2025  |  |
| 12 | The Might've Before Christmas    |                          | 18 dicembre 2017  | 3 maggio 2019                      | inedita          |  |
| 13 | Fight Or Flight                  |                          | 29 gennaio 2018   | 3 maggio 2019                      | 10 febbraio 2025 |  |
| 14 | 40 Under 40                      |                          | 5 febbraio 2018   | 3 maggio 2019                      | 10 febbraio 2025 |  |
| 15 | Monkey Fist Insecurity           |                          | 15 gennaio 2018   | 3 maggio 2019                      | 10 febbraio 2025 |  |
| 16 | Kevin Can Date                   |                          | 22 gennaio 2018   | 3 maggio 2019                      | inedita          |  |
| 17 | Wingmen                          |                          | 26 febbraio 2018  | 3 maggio 2019                      | inedita          |  |
| 18 | The Whole Enchilada              |                          | 5 marzo 2018      | 3 maggio 2019                      | inedita          |  |
| 19 | Delivery Guy                     |                          | 19 marzo 2018     | 3 maggio 2019                      | inedita          |  |
| 20 | The Smoking Bun                  |                          | 9 aprile 2018     | 3 maggio 2019                      | inedita          |  |
| 21 | Brew Haha                        |                          | 30 aprile 2018    | 3 maggio 2019                      | inedita          |  |
| 22 | A Band Done                      |                          | 7 maggio 2018     | 3 maggio 2019                      | inedita          |  |
| 23 | Phat Monkey                      |                          | 16 aprile 2018    | 3 maggio 2019                      | inedita          |  |
| 24 | Forty Seven Candles              |                          | 26 marzo 2018     | 3 maggio 2019                      | inedita          |  |